# Bobbitt-Reaktion
Die Bobbitt-Reaktion ist eine Namensreaktion der organischen Chemie. Sie wurde 1965 von James M. Bobbitt (1930–2021) veröffentlicht. Mit dieser Chemie beschäftigten sich auch R. Quelet und N. Vinot.

## Übersichtsreaktion
Bei der Bobbitt-Reaktion wird 1,2,3,4-Tetrahydroisochinolin in einer Reaktion aus Benzaldehyd und 2,2-Diethoxyethylamin hergestellt:

## Reaktionsmechanismus
Im vorgeschlagenen Reaktionsmechanismus reagiert zunächst Benzaldehyd 1 mit 2,2-Diethoxyethylamin 2. Durch Wasserabspaltung entsteht das Zwischenprodukt 3, welches durch eine Hydrierung zum Benzylaminoacetal 4 reagiert. In Anwesenheit von Salzsäure folgt eine Cyclokondensationsreaktion des substituierten Benzylaminoacetals 4, durch erneute Wasserabspaltung entsteht das Enamin 5. Eine Hydrierung der C=C-Doppelbindung liefert 1,2,3,4-Tetrahydroisochinolin 6.

## Modifikation
Die Bobbitt-Reaktion ist nicht auf die Synthese von 1-substituierten Isochinolinen beschränkt, auch 4- und N-substituierte Isochinolin-Derivate lassen sich so herstellen.

## Anwendung
Die Bobbitt-Reaktion findet in der Synthese von 1-, 4- und N-substituierten 1,2,3,4-Tetrahydroisochinolinen Anwendung. Zusätzlich lassen sich 1- und 4-substituierte Isochinoline und Alkaloide, wie Salsolin, Salsolidin, Carnegin und Lophocerin herstellen.